# Волгручей
Волгручей — ручей в России, протекает по территории Андомского сельского поселения Вытегорского района Вологодской области. Длина ручья — 10 км.

## Общие сведения
Ручей берёт начало из озера Среднего на высоте ниже 226,8 м над уровнем моря и далее течёт преимущественно в юго-восточном направлении по частично заболоченной местности.
Ручей в общей сложности имеет семь малых притоков суммарной длиной 11 км.
Впадает на высоте 190,9 м над уровнем моря в реку Андому, впадающую, в свою очередь, в Онежское озеро.
Населённые пункты на ручье отсутствуют.
Код объекта в государственном водном реестре — 01040100612202000017243.